# Шапагат
Шапага́т (каз. Шапағат) — село у складі Мактааральського району Туркестанської області Казахстану. Адміністративний центр Іржарського сільського округу.
До 2001 року село називалось 15 літ Казахської РСР.
Населення — 221 особа (2021; 239 у 2009, 199 у 1999, 193 у 1989).